# Synagoge Felsberg

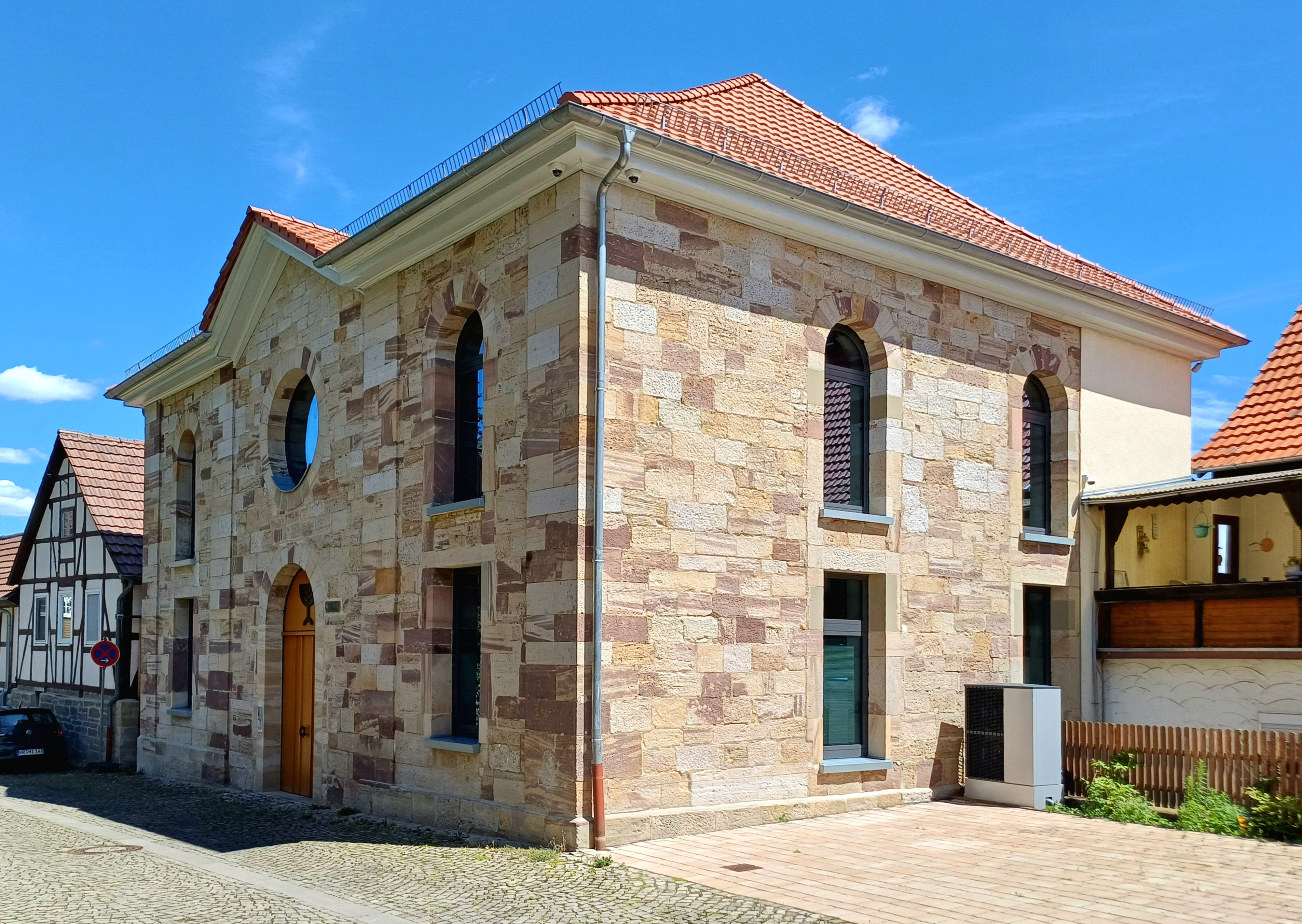
Synagoge Felsberg

Die Synagoge von Felsberg ist eine Synagoge in der Ritterstraße in der Stadt Felsberg im nordhessischen Schwalm-Eder-Kreis.

## Geschichte
Die israelitische Gemeinde von Felsberg stellte seit 1842 Anträge für einen Neubau einer Synagoge. Bis zur Auswahl des Bauplatzes östlich der Ritterstraße dauerte es drei Jahre. Aufgrund der Höhenunterschiede auf dem Grundstück wurden Schule, Lehrerwohnung und das rituelle Bad nicht im selben Gebäude untergebracht. Vermutlich ordnete man diese Funktionen im „Pflüger’schen“ Haus an. Der erste Synagogenentwurf wurde auf Veranlassung des Kreisrabbiners und der israelitischen Gemeinde grundlegend überarbeitet. Auch noch während des Bauprozesses wurden Anpassungen vorgenommen. Die Synagoge wurde bis 1847 im neuromanischen Stil erbaut. Die Bauplanung oblag dem aus Melsungen stammenden Landbaumeister Georg Peter Wilhelm Augener. Das Gebäude war eine der wenigen nicht in Fachwerk ausgeführten Synagogen Hessens.
Die Synagoge war seitdem Kultort der Juden aus Felsberg und den umliegenden Dörfern. Im Jahr 1939 wurde die Synagoge von den Nationalsozialisten entweiht und zerstört. Nach dem Zweiten Weltkrieg diente das Gebäude über Jahrzehnte profanen Zwecken, unter anderem als Wohnraum, Turnhalle und bis 2013 als Gaststätte.

## Gegenwärtige Nutzung
Ab 2010 formierte sich wieder eine jüdische Gemeinde in Felsberg. Ab 2016 diente das Gebäude in seinem damals noch unsanierten Zustand wieder jüdischen Ritualen und Kulturveranstaltungen. Ab 2020 begann auf Initiative von Annette und Christopher Willing die Rekonstruktion der ursprünglichen Gestalt sowohl in den Innenräumen als auch an der Fassade: So wurde etwa der ursprünglich aufgemalte Sternenhimmel an der Decke des Gebetsraums wieder gestaltet und die ursprünglich vorhandene Empore eingebaut. Als besonders aufwändig erwies sich die Freilegung der in den 1950er Jahren mit Betonputz veränderten Sandsteinfassade. Die ursprünglichen Fensteröffnungen wurden wiederhergestellt.
Seit 2022 erfüllt die Synagoge ihre ursprüngliche Funktion als Gotteshaus und ist Sitz der liberalen jüdischen Gemeinde Felsberg.